# Canzoniere di Elvas

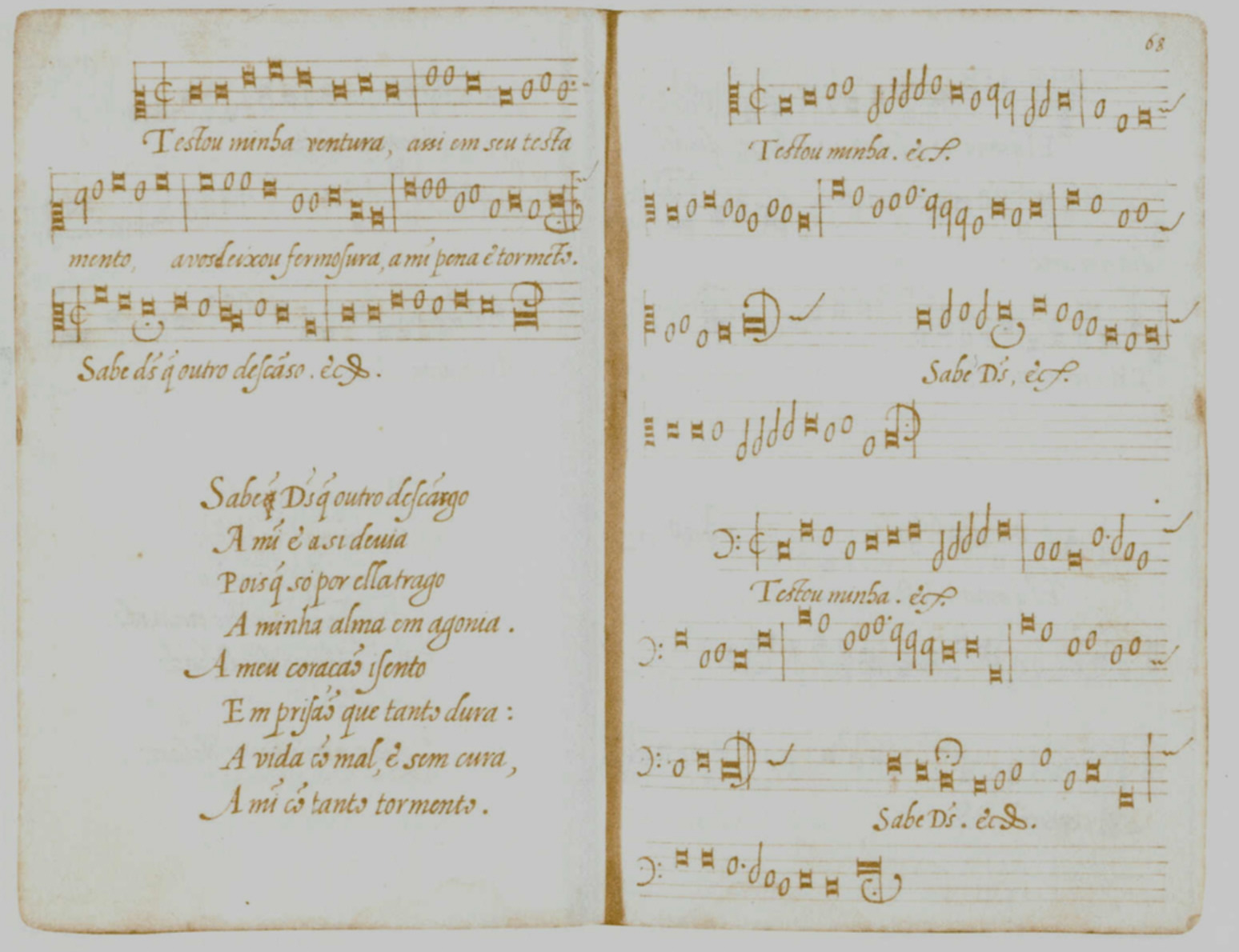
Cantiga Testou minha ventura.

Il Canzoniere di Elvas (Cancioneiro de Elvas) è un manoscritto portoghese del XVI secolo con musica e poesie dell'epoca rinascimentale. È una delle fonti più importanti di musica profana della Penisola Iberica, con opere in portoghese e castigliano.

## Il manoscritto
Il manoscritto venne scoperto nel 1928, nella Biblioteca Municipale di Elvas, dal musicologo Manuel Joaquim e successivamente pubblicato nel 1940. È uno dei quattro canzonieri portoghesi del secolo XVI che sono arrivati fino a noi. Gli altri tre sono: il Canzoniere di Lisbona, il Canzoniere di Belém e il Canzoniere di Parigi.
Non si conosce la data esatta della sua stesura. Tuttavia, alcuni fattori permettono di fornire una datazione approssimata:
- Nel manoscritto si trova una canzone con il testo di un componimento poetico scritto dal poeta Manuel de Portugal (1515-1606), dedicata alla sua amata Francisca de Aragón. Si sa che il componimento poetico venne scritto intorno al 1555.
- Le pagine del libro possiedono filigrane simili a quelle che si usavano in Italia nella decade 1570-1580.

Tutto ciò permette di affermare che il Canzoniere di Elvas fu copiato, approssimativamente, tra le decadi 1560-1570 e 1570-1580.
Il formato del manoscritto è di 145 x 100 mm e consta di 100 fogli di carta. Presenta tracce di una rilegatura del XVIII secolo e venne rilegato di nuovo nell'anno 1965. Nel suo frontespizio vi è l'iscrizione: "ROMANCES / de / J.J. d'A.".
Il volume è diviso in due sezioni: 
- Sezione I: Con 65 opere musicali. Parte del suo contenuto si è perso, mancano di fatto i fogli (f.) 1-39, 50, 105, 107 e 109, e l'indice, probabilmente a causa del fatto che si trovava nei fogli scomparsi all'inizio del manoscritto.

- Sezione II: Contiene il testo di 36 poesie, senza musica. Possiede una sua propria numerazione: f. 1-36.

## Le opere musicali
La parte musicale del libro contiene 65 opere polifoniche a 3 voci (tutte anonime), in spagnolo e portoghese, 3 delle quali incomplete. Tuttavia, a partire dal confronto dei brani con quelli degli altri canzonieri di origine iberica, si è potuto determinare l'autorialità di alcuni: Juan del Encina (4 opere), Pedro de Escobar (2 o 3 opere) e Pedro de Pastrana (1 opera). La maggior parte delle opere sono in castigliano, essendo solo 16 in portoghese. 
Il canzoniere è costituito da quattro collezioni: due delle quali con opere del repertorio iberico del 1500 circa, una con brani portoghesi della prima metà del XVI secolo, e l'ultima con opere di origine portoghese, con influenza italiana, del terzo quarto del XVI secolo.
Le opere sono state trascritte da tre musicologi: Manuel Joaquim, Manuel Morais e Gil Miranda.

### Elenco completo delle opere
Qui di seguito riportiamo l'elenco delle opere. I codici nella colonna delle "Concordanze" vengono specificati alla fine della tabella, con il Nº dell'opera della fonte corrispondente tra parentesi. Le concordanze non musicali, solo testuali, sono in corsivo. I codicis nella colonna delle "Registrazioni" sono specificati più sotto, nella sezione "Discografia",
| Nº | Foglio    | Opera                              | Compositore          | Genere musicale | Concordanze                                           | Registrazioni                          | Commenti                                    |
| -- | --------- | ---------------------------------- | -------------------- | --------------- | ----------------------------------------------------- | -------------------------------------- | ------------------------------------------- |
|    | 1-39      | (Fogli scomparsi)                  |                      |                 |                                                       |                                        |                                             |
| 1  | 40r       | Quedo triste receloso              | anonimo              | villancico      |                                                       |                                        |                                             |
| 2  | 40v-41r   | Quierese morir Anton               | anonimo              | canzone         |                                                       |                                        |                                             |
| 3  | 41v-42r   | Secaronme los pesares              | Pedro de Escobar     | villancico      | CMP(105), CML(23), PAR(8), MAD(46), PAD(61), GEN(659) | LES, DUF                               | Il testo si deve a Garci Sánchez de Badajoz |
| 4  | 42v-43r   | Todo me cansa y me pena            | anonimo              | canzone         |                                                       |                                        |                                             |
| 5  | 43v-44r   | De vos y de mi quexoso             | anonimo              | canzone         | PAR(85), CPV(122)                                     |                                        |                                             |
| 6  | 44v-45r   | No andes tan aborrido              | anonimo              | canzone         | PAR                                                   |                                        |                                             |
| 7  | 45v-46r   | No piensen que a dacabar           | anonimo              | villancico      | PAR(81)                                               |                                        |                                             |
| 8  | 46v-47r   | Perdi a esperança                  | anonimo              | villancico      | PAR(10)                                               | LES                                    |                                             |
| 9  | 47v-48r   | Lo que queda es lo seguro          | ¿ Pedro de Escobar ? | villancico      | CMP(290), FLO(45), PAR(20), LON(24), GEN(660)         |                                        |                                             |
| 10 | 48v-49r   | Antonilla es desposada             | anonimo              | villancico      | PAR(92)                                               |                                        |                                             |
| 11 | 49v       | Bendito sea aquel dia              | anonimo              | quartilla       | PAD(55), ROM(5)                                       |                                        |                                             |
|    | 50        | (Folio desaparecido)               |                      |                 |                                                       |                                        |                                             |
| 12 | 51r       | Ado estás alma mia                 | anonimo              | villancico      | PAR(113)                                              |                                        |                                             |
| 13 | 51v-52r   | Pues quexar se                     | anonimo              | sextilla        |                                                       |                                        |                                             |
| 14 | 52v-53r   | Despososse tu amiga                | anonimo              | villancico      | CPV(187)                                              |                                        |                                             |
| 15 | 53v-54r   | Mas deveis a quien os sirve        | anonimo              | villancico      |                                                       |                                        |                                             |
| 16 | 54v-55r   | Nadie se duela de mi               | anonimo              | villancico      |                                                       |                                        |                                             |
| 17 | 55v-56r   | Quien con veros pena y muere       | anonimo              | villancico      | PAR(5)                                                |                                        |                                             |
| 18 | 56v-57r   | Que sentis coraçon mio             | anonimo              | villancico      | PAR(58), GEN(658)                                     | UFF                                    |                                             |
| 19 | 57v-58r   | Hazme amor el mal que puedes       | anonimo              | villancico      |                                                       |                                        |                                             |
| 20 | 58v-59r   | Porque me nāo ves Ioāna            | anonimo              | villancico      |                                                       | LES, UFF                               |                                             |
| 21 | 59v-60r   | Por una sola vez                   | anonimo              | villancico      |                                                       |                                        |                                             |
| 22 | 60v-61r   | Señora aunque no os miro           | anonimo              |                 | PAR(84)                                               |                                        |                                             |
| 23 | 61v-62r   | Tu gitana que adevinas             | anonimo              | villancico      |                                                       | UFF                                    |                                             |
| 24 | 62v-63r   | Por amores me perdi                | anonimo              | villancico      |                                                       | UFF                                    |                                             |
| 25 | 63v-64r   | Las tristes lagrimas mias          | anonimo              | villancico      | CPV(173)                                              | UFF                                    |                                             |
| 26 | 64v-65r   | Perdido polos meus olhos           | anonimo              | villancico      |                                                       |                                        |                                             |
| 27 | 65v-66r   | Cuydados meus tāo cuidados         | anonimo              | villancico      |                                                       | LES, UFF                               |                                             |
| 28 | 66v-67r   | El que ama no descansa             | anonimo              | villancico      |                                                       |                                        |                                             |
| 29 | 67v-68r   | Testou minha ventura               | anonimo              | canzone         |                                                       | LES, UFF                               |                                             |
| 30 | 68v-69r   | Ia nāo podeis ser contentes        | anonimo              | canzone         |                                                       | LES                                    |                                             |
| 31 | 69v-70r   | Parti ledo por te ver              | anonimo              | canzone         |                                                       |                                        |                                             |
| 32 | 70v-71r   | Que he o que vejo                  | anonimo              | canzone         |                                                       | UFF                                    |                                             |
| 33 | 71v-72r   | De vos e de mim naceo              | anonimo              | canzone         |                                                       |                                        |                                             |
| 34 | 72v-73r   | Toda noite e todo dia              | anonimo              | canzone         |                                                       |                                        |                                             |
| 35 | 73v-74r   | Con mi dolor y tormento            | anonimo              | canzone         |                                                       |                                        |                                             |
| 36 | 74v-75r   | Que dizen alla Paschual            | anónimo              | canzone         |                                                       |                                        |                                             |
| 37 | 75v-76r   | Se do mal que me quereis           | anonimo              | canzone         |                                                       |                                        |                                             |
| 38 | 76v-77r   | Ia que viveis tāo ausentes         | anonimo              | canzone         |                                                       |                                        |                                             |
| 39 | 77v-78r   | Nāo podem meus olhos vervos        | anonimo              | villancico      |                                                       |                                        |                                             |
| 40 | 78v-79r   | Obriga vossa lindeza               | anonimo              | canzone         |                                                       | UFF                                    |                                             |
| 41 | 79v-80r   | Señora bem poderey                 | anonimo              | canzone         |                                                       |                                        |                                             |
| 42 | 80v-81r   | No veros y dessearvos              | anonimo              | quintilla       |                                                       |                                        |                                             |
| 43 | 81v-82r   | Ia dei fim a meus cuidados         | anonimo              | canzone         |                                                       |                                        |                                             |
| 44 | 82v-83r   | Aunque no me pidais cuenta         | anonimo              | villancico      | GEN(683)                                              |                                        |                                             |
| 45 | 83v-84r   | Mil veces llamo la muerte          | anonimo              | villancico      |                                                       |                                        |                                             |
| 46 | 84v-85r   | Una amiga tengo hermano            | Juan del Encina      | villancico      | CMP(191), ENC(155)                                    | ANT, CON                               |                                             |
| 47 | 85v-86r   | Quien te traxo el cavallero        | Juan del Encina      | villancico      | CMP(190), ENC(157)                                    | ANT, MAP                               |                                             |
| 48 | 86v-87r   | Vamonos Juan al aldea              | anonimo              | canzone         |                                                       |                                        |                                             |
| 49 | 87v-88r   | La vida y la muerte juntas         | anonimo              | villancico      |                                                       |                                        |                                             |
| 50 | 88v-89r   | No tienen vado mis males           | Juan del Encina      | villancico      | CMP(85), UPS(7), GEN(640)                             | ANT, GUI, AKA                          |                                             |
| 51 | 89v-90r   | No m'agravio de la pena            | anonimo              | villancico      |                                                       |                                        |                                             |
| 52 | 90v-91r   | Congoxa del mal presente           | anonimo              | villancico      |                                                       |                                        |                                             |
| 53 | 91v-92r   | Todo plazer me desplaze            | anonimo              | villancico      | GEN(668)                                              |                                        |                                             |
| 54 | 92v-93r   | Ya cantan los gallos               | anonimo              | villancico      | CMP(391), PAD(3)                                      |                                        |                                             |
| 55 | 93v-94r   | Sempre fiz vossa vontade           | anonimo              | villancico      |                                                       |                                        |                                             |
| 56 | 94v-95r   | Romerico tu que vienes             | Juan del Encina      | villancico      | CMP(270), CMS(169), LON(465)                          | ANT, VAL, BER, COM, ALT, SPI, DAE, UFF |                                             |
| 57 | 95v-96r   | Passame por Dios barquero          | Pedro de Escobar     | villancico      | CMP(300), LIS(25), COP(3)                             | HIL, LES, UFF                          |                                             |
| 58 | 96v-97r   | Yo t'aconsejo Paschual             | anonimo              | canzone         | PAR(106)                                              |                                        |                                             |
| 59 | 97v-98r   | Llenos de lagrimas tristes         | Pedro de Pastrana    | canzone         | CMB(116), PAD(10)                                     | UFF                                    |                                             |
| 60 | 98v-99r   | Oigan todos mi tormento            | anonimo              | villancico      | PAR(34)                                               | UFF                                    |                                             |
| 61 | 99v-100r  | Ojuelos graciosos                  | anonimo              | villancico      | PAR, BEL                                              |                                        |                                             |
| 62 | 100v-101r | Mirad que negro amor, y que nonada | anonimo              | tercero         | BEL                                                   |                                        |                                             |
| 63 | 101v-102r | A la villa voy                     | anonimo              | villancico      |                                                       | GOT, UFF                               |                                             |
| 64 | 102v-103r | Aquella voluntad que se ha rendido | anonimo              | tercero         | BEL                                                   | UFF                                    |                                             |
| 65 | 103v-104r | Venid a sospirar al verde prado    | anonimo              | tercero         | BEL                                                   | STU, UFF                               |                                             |

Concordanze con altre fonti musicali:
- Manoscritti: 
  - CMB - Barcellona, Biblioteca di Catalogna, Ms 454 (Cancionero de Barcelona) (E-Bbc 454)
  - FLO - Firenze, Biblioteca Nazionale Centrale, Magliabechiano 107bis (I-Fn Magl. 107bis)
  - CMP - Madrid, Biblioteca Real, MS II - 1335 (Cancionero de Palacio) (E-Mp 1335)
  - CML - Lisbona, Biblioteca Nazionale C.I.C. 60 (Canzoniere di Lisbona) (Cancioneiro Musical da Biblioteca Nacional) (P-Ln Res C.I.C. 60)
  - BEL - Lisbona, Museu Nacional de Arqueologia e Etnologia ms. 3391 (Canzoniere di Belém)
  - PAR - Parigi, Bibliothèque École Nationale Supérieure des Beaux-Arts Masson 56 (Canzoniere di Parigi) (F-Pba 56: Masson)
  - CMS - Segovia, Cattedrale, Archivio Capitolare, s.s. (Canzoniere di Segovia) (E-SE s.s.)
  - CMC - Siviglia, Cattedrale Metropolitana, Biblioteca Capitular y Colombina, Ms. 7-I-28 (Cancionero de la Colombina)
- Libri stampati: 
  - UPS - Canzoniere di Uppsala. Venezia. 1556

Concordanze dei testi con altre fonti (non musicali):
- Manoscritti: 
  - LON - Londra, British Library, Add. 10431. Cancionero de Rennert
  - CPV - Madrid, Biblioteca Nacional, Ms. 617. Cancionero de poesías varias
  - PAD - Madrid, Biblioteca Nacional, Ms. 1579. Cartapacio de Padilla
  - MAD - Madrid, Biblioteca Nacional, Ms. 3777. Obras de Badajoz
- Libri stampati:
  - ENC - Cancionero. Juan del Encina. Salamanca. 1496
  - GEN - Cancionero General. Hernando del Castillo. Valencia. 1511
  - COP - Coplas di circa tre pastores ecc. Burgos. ¿1515-1519?
  - ROM - Romance nuevo por muy gentil estilo...Burgos. ¿1520?

## Le opere letterarie
La sezione letteraria del canzoniere contiene 36 opere, delle quali 15 sono romances, 7 glosse e 14 villancicos e cantigas. Come succede per quelle musicali, la maggior parte delle opere letterarie sono in lingua castigliana. Solo tre in portoghese. Conosciamo alcuni autori le cui poesie si trovano anche in altre fonti. Tra quelle letterarie abbiamo: Juan del Encina, Garci Sánchez de Badajoz, Manuel de Portugal, Pêro Andrade de Caminha e il Comendador Escrivá.

## Discografia
La seguente discografia viene ordinata secondo l'anno di registrazione, che comprende anche l'edizione più moderna in CD. Verranno citati solo i dischi originali, non le raccolte.
- 1964 - [STU] Frühe spanische Musik im "Goldenen Zeitalter". Studio der frühen Musik. Telefunken "Das Alte Werk" AWT 8039 (EP).
- 1971 - [VAL] El Camino de Santiago. Cantos de peregrinación. Escolanía y Capilla Musical de la Abadía del Valle de los Caídos. Leoncio Diéguez. Laurentino Saenz de Buruaga. Cuarteto y Grupo de Instrumentos Antiguos Renacimiento. Ramón Perales de la Cal. EMI (Odeón) 7243 5 67051 2 8.
- 1974 - [BER] Old Spanish Songs. Spanish songs from the Middle Ages and Renaissance. Teresa Berganza. Narciso Yepes.[2]. Se puede encontrar en CD ensamblado con otras grabaciones en: Canciones españoles. Deutsche Grammophon 435 648-2.
- ???? - [ANT] Obra Musical Completa de Juan del Enzina. M.A.Tallante. Pro Mvsica Antiqva de Madrid y solistas. M.E.C.
- 1984 - [COM] Romeros y Peregrinos. Grupo Universitario de Cámara de Compostela. Carlos Villanueva. EMI Classics CB-067.
- 1989 - [LES] O Lusitano. Portuguese vilancetes, cantigas and romances. Gérard Lesne. Virgin Veritas 59071.
- 1991 - [DAE] El Cancionero de la Catedral de Segovia. Ensemble Daedalus. Roberto Festa. Accent ACC 9176. 1991.
- 1991 - [HIL] Spanish and Mexican Renaissance Vocal Music. Music in the Age of Columbus / Music in the New World. Hilliard Ensemble. Virgin 61394.
- 1993 - [ALT] In Gottes Namen fahren wir. Pilgerlieder aus Mittelalter und Renaissance. Odhecaton, Ensemble für alte Musik, Köln. FSM 97 208.
- 1993 - [GOT] The Voice in the Garden. Spanish Songs and Motets, 1480-1550. Gothic Voices. Christopher Page. Hyperion 66653.
- 1993 - [AKA] Amando e Desiando. Spanish and italian music from the 16th century. Akantus. Alice Musik Produktion ALCD 010
- 1995 - [CAN] Canciones, Romances, Sonetos. From Juan del Encina to Lope de Vega. La Colombina. Accent 95111.
- 1998 - [UFF] Música no tempo das Caravelas. Música Antiga da UFF.
- 2000 - [SPI] Pilgerwege. Freiburger Spielleyt. Verlag der Spielleute CD 0003.
- 2001 - [GUI] Cançoner del duc de Calàbria. Duos i Exercicis sobre els vuit tons. In Canto. La mà de guido 2043.
- 2002 - [DUF] Cancionero. Music for the Spanish Court 1470-1520. The Dufay Collective. Avie AV0005.
- 2005 - [MAP] Música cortesana en la Europa de Juana I de Castilla 1479-1555. Las Cortes europeas y los Cancioneros. Música Antigua. Eduardo Paniagua. Pneuma PN-710.